# ミス・ユニバース1955
ミス・ユニバース1955（Miss Universe 1955、第4回ミス・ユニバース世界大会）は、1955年7月22日にアメリカ合衆国カリフォルニア州ロングビーチ市立公会堂で開催され、33か国の女性たちが競った。21歳のミス・スウェーデン、ヒレヴィ・ロンビンが優勝し、 前年のタイトル保持者であるアメリカのミリアム・スティーブンソンから栄冠を授けられた。日本の高橋敬緯子は第5位に入り、1953年の伊東絹子に次いで2人目の日本人入賞者となった。

## 最終結果

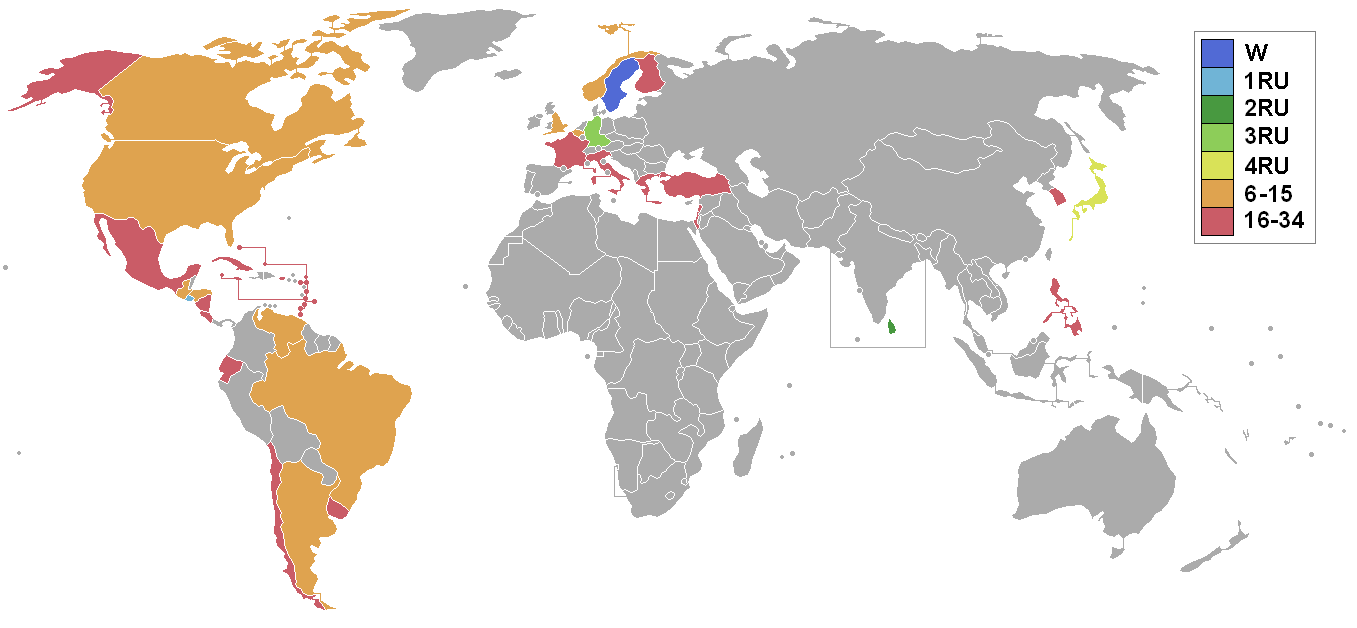
ミス・ユニバース1955の参加国と最終結果

### 入賞者
| 最終結果             | 参加者 |
| -------------------- | --- |
| ミス・ユニバース1955 | - スウェーデン - ヒレヴィ・ロンビン (Hillevi Rombin) |
| 第2位                | - エルサルバドル - マリベル・アリエタ (Maribel Arrieta) |
| 第3位                | - セイロン - モリーン・ヒンガート (Maureen Hingert) |
| 第4位                | - ドイツ - マルギット・ニュンケ (Margit Nunke) |
| 第5位                | - 日本 - 高橋敬緯子 (Keiko Takahashi) |
| トップ15             | - アルゼンチン - イザベル・サルリ - ベルギー - ニコル・デ・マイエル - ブラジル - エミリア・リマ - カナダ - キャシー・ディグルズ - イングランド - マーガレット・ロウ - グアテマラ - マリア・モリーナ - ホンジュラス - パストラ・パガン - ノルウェー - ソルヴェイグ・ボルスタッド - アメリカ - カーレン・キング・ジョンソン - ベネズエラ - スーザナ・デュイム |

## 参加者
- アラスカ - ローナ・マクロード
- アルゼンチン – イルダ・イザベル・サルリ・ゴリンド
- ベルギー - ニコル・デ・マイエル
- ブラジル - エミリア・バレット・コレイア・リマ
- カナダ - キャシー・ディグルズ
- セイロン - モリーン・ネリヤ・ヒンガート （モーリン・ヒンガーとする報道あり[1]）[2]
- チリ - ロサ・メレロ・カタラン
- コスタリカ - クレメンシア・マルティネス・デ・モンティス
- キューバ - ギルダ・マリン
- エクアドル - レオノール・カルカチェ・ロドリゲス
- エルサルバドル - マリベル・アリエタ・ガルベス（マリベル・アリエツタとする報道あり[1]）[3]
- イングランド - マーガレット・ロウ
- フィンランド - シルック・タルヤ
- フランス - クロード・プティ
- ドイツ - マルギット・ニュンケ
- ギリシア - ソニア・ゾイドウ
- グアテマラ - マリア・デル・ロサリオ・モリーナ・チャコン
- ホンジュラス - パストラ・パガン・ヴァレンズエラ
- イスラエル - イラナ・カルメル
- イタリア - エレナ・ファンチェラ
- 日本 - 高橋敬緯子 [4]
- 韓国 - キム・ミーチョン
- レバノン - ハンヤ・ベイドウン
- メキシコ - ヨランダ・メイエン
- ニカラグア - ロサ・アルゲンティナ・ラカヨ
- ノルウェー - ソルヴェイグ・ボルスタッド
- フィリピン - イヴォンヌ・ベレンゲール・デ・ロス・レイエス
- プエルトリコ - カルメン・ラウラ・ベタンクール
- スウェーデン - ヒレヴィ・ロンビン（ヘイレヴィ・ロンビンとする報道あり[1]） [5]
- ウルグアイ - インゲ・ホフマン
- アメリカ - カーレン・キング・ジョンソン
- ベネズエラ - スーザナ・デュイム
- 西インド諸島 - ノリーン・キャンベル

（出典:）

## ノート

### 初参加
- セイロン
- エクアドル
- イングランド
- グアテマラ
- レバノン
- ニカラグア

### 再参加
1953年以来の参加:
- ベネズエラ

### 不参加
- オーストラリア
- 香港
- ニュージーランド
- パナマ
- ペルー
- シンガポール
- タイ

### 辞退者
- デンマーク - カリン・パメラ・ラスムッセン
- エジプト - グラディル・レオパルディ
- オランダ - アンジェリーナ・カルクホーフェン
- トルコ - スナ・ソレイ

### 特別賞
- エルサルバドル - ミス・フレンドシップ（マリベル・アリエタ）
- イングランド - 一番人気女性（マーガレット・ロウ）